# Annette Wieviorka
Annette Wieviorka (10 gennaio 1948) è una storica francese specialista di ebraismo, Shoah e di storia degli ebrei nel XIX secolo, argomenti su cui ha pubblicato numerosi volumi.
Dirige il centro nazionale per la ricerca scientifica alla Sorbona di Parigi, ed è Directrice de recherche al CNRS. È stata membro della Mission d'étude sur la spoliation des Juifs de France, detta mission Mattéoli.
Ha ricevuto il titolo di cavaliere della Legion d'Onore il 6 novembre 2001. Il 31 dicembre 2009 è stata promossa ufficiale della Legion d'Onore.
È sorella del sociologo Michel Wieviorka e dello storico Olivier.

## Opere
(elenco parziale)
- Auschwitz spiegato a mia figlia (Auschwitz expliqué à ma fille, 1999), Einaudi, 2005, ISBN 978-88-06-17684-6.
- L'era del testimone, Raffaello Cortina Editore, 1999, ISBN 978-88-7078-594-4.